# クロスタウン・クラシック
クロスタウン・クラシック（他にもレッドライン・シリーズ、ウィンディシティ・ショーダウン、 シカゴ・ショーダウン、南北ショーダウン、 シティ・シリーズ、クロスタウン・シリーズ、 クロスタウン・カップ、またはクロスタウン・ショーダウンと呼ばれる）とは、シカゴ市内に拠点を置くメジャーリーグベースボール（MLB）のリーグ間のライバル対決試合である。主にシカゴ・カブスとシカゴ・ホワイトソックスの対戦を意味している。カブスはMLBのナショナルリーグ（NL）中地区所属のチームであり、シカゴのノースサイドにあるリグレーフィールドを本拠地としているの対し、ホワイトソックスは、MLBのアメリカンリーグ（AL）中地区所属のチームであり、シカゴのサウスサイドにあるギャランティード・レート・フィールドを本拠地としている。
「ノースサイダーズ」と「サウスサイダーズ」という用語は、それぞれのチームとそのファンの代名詞であり、永続的なライバル関係を築いている。ホワイトソックスは現在、レギュラーシーズンでは70勝64敗とリードしている。インターリーグが始まって以来、3つのゲームシリーズのスウィープが8回あった。1998年、2004年、2007年、2008年のカブスによる4回、1999年、2008年、2012年、2021年のホワイトソックスによる4回である。1998年（3ゲーム）と2013年（4ゲーム）のカブスによる2つのシーズンシリーズスイープがあった。なお、シカゴ交通局のレッドライン列車は、リグレー・フィールドのアディソン駅とギャランティード・レート・フィールドの35番駅の両方の球場のブロック内に停車する事から、「レッドライン・シリーズ」とも呼ばれている。

## 歴史
両チームとそのファンのライバル関係は、アメリカン・リーグの創設にまでさかのぼる。 1900年、チャールズ・コミスキーは、マイナーリーグのセントポール・セインツのフランチャイズをシカゴに移転した。当時のカブスのオーナーはこれに不満で、コミスキーを提訴したと言われている。協議の結果、球団名のタイトルにシカゴという名称を使用しないこと、また、35番街よりも南の地区でプレーすることを条件に、コミスキーが球団をシカゴに移転することが決定された。　この決定を受けて、チームは「ホワイトストッキング」に改名された。このチーム名は、1876年から1889年まで使用されたカブスのオリジナルの名前である。
この街の新チームの設立は、ナショナル・リーグのフランチャイズに対する直接的な挑戦であった。アメリカン・リーグ結成の背景には、このような考えがあった。 ALの人気が高まるにつれ（ALのほうが入場料とアルコールの価格が安かった）、NLはALをも等しくメジャーリーグと認識するようになった。しかし、この認識によっても、オーナーや選手、ファンの間のライバル関係は相変わらず続いた。
ニューヨーク市のチーム（ヤンキース、ジャイアンツ、ドジャースなど）は、1940年代から1950年代にかけて、ワールドシリーズで定期的に対戦していたが、シカゴの2つのチームが対戦したのは 1906年のワールドシリーズの一度だけである。このワールドシリーズでシカゴの街は丸一週間盛り上がった。有利ではあった（レギュラーシーズンで116試合に勝った）が若かったカブスは、ベテラン揃いで投手力に優れ、”ヒットレス・ワンダーズ”と呼ばれたホワイトソックスに6試合で敗退した。
1903年から1942年まで、どちらかのチームがペナントを獲得した年を除いて、カブスとホワイトソックスはポストシーズン・シティ・シリーズでお互いにプレーした。これらのシリーズは、全米野球委員会、そして後にコミッショナーによって公式に認可された。最初のシリーズは1903年に行われ、15戦で行われた。この年のシリーズでは、9戦目まではカブスが6勝3敗でリードしていたが、ホワイトソックスが7勝7敗のタイに追い上げてきた。雨天中止での延期により選手たちの契約が10月15日に切れてしまったため、決戦となる15戦目のゲームは開催されなかった。1905年以降、このシリーズは7戦で争う形式になり、1942年までその状態が続いた。1903年の引き分けを含め、全部で25戦のシティ・シリーズが行われており、そのうちホワイトソックスが18勝、カブスが6勝であった。1912年のシリーズでは、メジャーリーグベースボールのポストシーズンシリーズで初めて、ホワイトソックスが3勝0敗のビハインドを乗り越え、シリーズの最後の4試合で勝利し優勝を果たした。 
1985年には、毎年恒例となるチャリティーゲーム「ウィンディシティ・クラシック」が開始された。シリーズはそれぞれのチームの球場で交互に行われ、最初の年はコミスキー・パークで、翌年はリグレー・フィールドで開催された。このチャリティーゲームは1995年まで続いたが、成績はホワイトソックスの10勝2敗だった。（1995年には2試合が行われた。）1994年4月7日のリグレー・フィールドで行われた両チームのエキシビジョンは、ホワイトソックスがマイケル・ジョーダンを右翼手として起用したことで注目された。ジョーダンはブルズで復帰する前にNBAから引退した最初の2シーズンの間、ホワイトソックスのマイナーリーグ、バーミンガム・バロンズでプレーしていた。 
インターリーグが1997年に始まって以来、ホワイトソックスとカブスは毎年6回（各スタジアムで3ゲームシリーズを1回ずつ）定期的にプレーしている。チケットの入手可能性とチケットブローカーを通じて提供される価格によれば、これらのゲームはシーズンで最も期待されているものの1つである。
2008年、アメリカンリーグ中地区のホワイトソックスとナショナルリーグ中地区のカブスという、史上初めてそれぞれのディビジョンの首位同士として対戦した。また、このライバル関係史上初めて、各シリーズを締めくくる日曜日の両試合がESPNの「サンデー・ナイト・ベースボール」で全米に中継された。シカゴ・カブスはリグレー・フィールドでの最初の週末シリーズでホワイトソックスを振り切り、ホワイトソックスは続く第2週末シリーズでU.S.セルラー・フィールドでカブスを振り切った。 こうして、シリーズを3勝3敗で分け、2008年までのインターリーグシリーズの勝敗を33勝33敗のタイとした。
クロスタウン・カップ・トロフィーは2010年に導入され、最初の3シーズンはホワイトソックスがトロフィーを獲得したが、2013年についにカブスがトロフィーを獲得した。 2013シリーズはカブスが4連戦で制し、インターリーグシリーズは49勝45敗でホワイトソックスに軍配が上がった。 2014年、ホワイトソックスは4連戦の最初の3試合を制し、クロスタウン・カップを取り戻した。リグレー・フィールドでの最初の2試合はそれぞれ12回、3－1、または4–1で制し、U.S.セルラーフィールドに戻って8–3で勝ち、最終戦では12–5で敗退した。
2010年・2011年・2012年は、石油・ガス会社BPがトロフィーのスポンサーとなったため、BPクロスタウン・カップと呼ばれた。 2013年から2018年まで、企業スポンサーはなかった。 2019年には、トロフィーは金融持株会社ウィントラストがスポンサーとなったため、ウィントラスト・クロスタウン・カップと呼ばれた。  2020年、パンデミックの短縮シーズンで、両チームは2008年以来初めてディビジョンの首位同士として対戦し、リグレーでの3連戦ではホワイトソックスが、サウスサイドでの3連戦ではカブスが制した。 2021年8月8日、MLBは1995年以来初めて、リグレーフィールドでのホワイトソックスとカブスの試合をABCで放送した。この試合はホワイトソックスが9対3で勝利した。 

### バレット対ピアジンスキー
2006年5月20日、U.S.セルラー・フィールドで行われたホワイトソックス対カブス戦で試合中に乱闘が起こり、ライバル関係は実害のあるものになった。  2回裏、ホワイトソックスのブライアン・アンダーソンが、捕手AJピアジンスキーの得点を狙って犠牲フライを打った。 ピアジンスキーがカブスの捕手マイケル・バレットと衝突したため、バレットはその際にボールを落とし、ピアジンスキーはセーフとなった。ピアジンスキーはホームプレートを叩いて得点を祝って立ち去ろうとしたが、バレットがピアジンスキーの行く手を阻みあごを殴った。これを契機に両方のベンチから選手全員が飛び出し乱闘となった。 審判団は15分間協議した後、ピアジンスキー、バレット、ホワイトソックスの外野手ブライアン・アンダーソン、カブスの一塁手ジョン・メイブリーを試合から退場させた。 ようやくプレーが再開されると、外野手スコット・ポドセドニックがすぐに出塁するなどして満塁となったのち、二塁手井口資仁が満塁ホームランで走者一掃とした。試合はホワイトソックスが7対0で勝利した。　その後の裁定で、マイケル・バレットには10試合の出場停止、ブライアン・アンダーソンには5試合の出場停止、AJピアジンスキーには罰金が科された。 
2006年、ピアジンスキーはオールスター最終投票でアメリカンリーグの5人の選手の1人に選ばれました。その後まもなく、シカゴホワイトソックス球団は、2006年5月20日のピアジンスキーとマイケル・バレットが衝突した事件か着想を得て、「パンチAJ」をスローガンとした選挙キャンペーンを開始した。ピアジンスキーは、アメリカンリーグで最多の360万票を獲得し、自身2度目のオールスター出場を果たした。  

## 球場

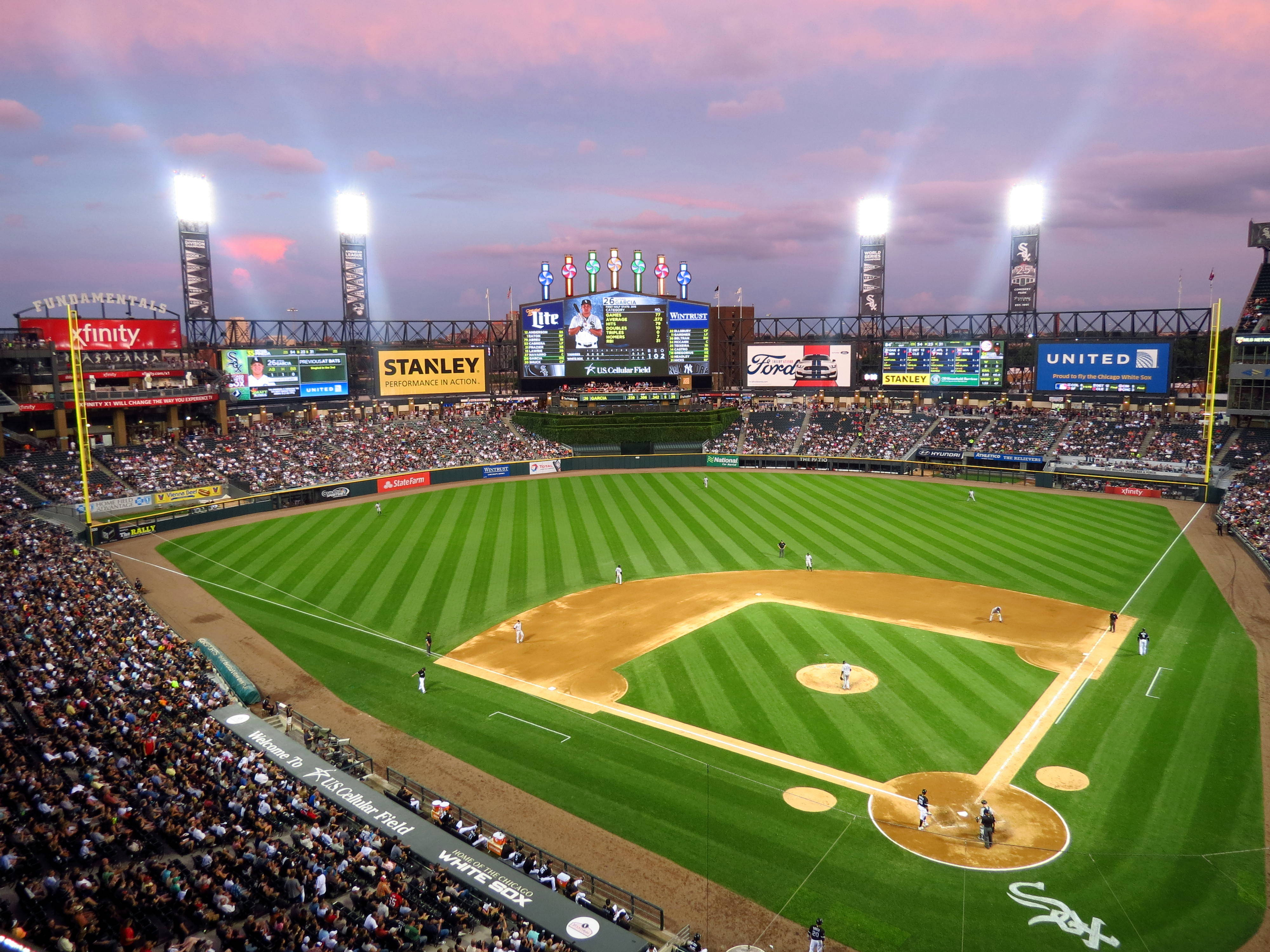
シカゴ・ホワイトソックスの本拠地、ギャランティード・レート・フィールド

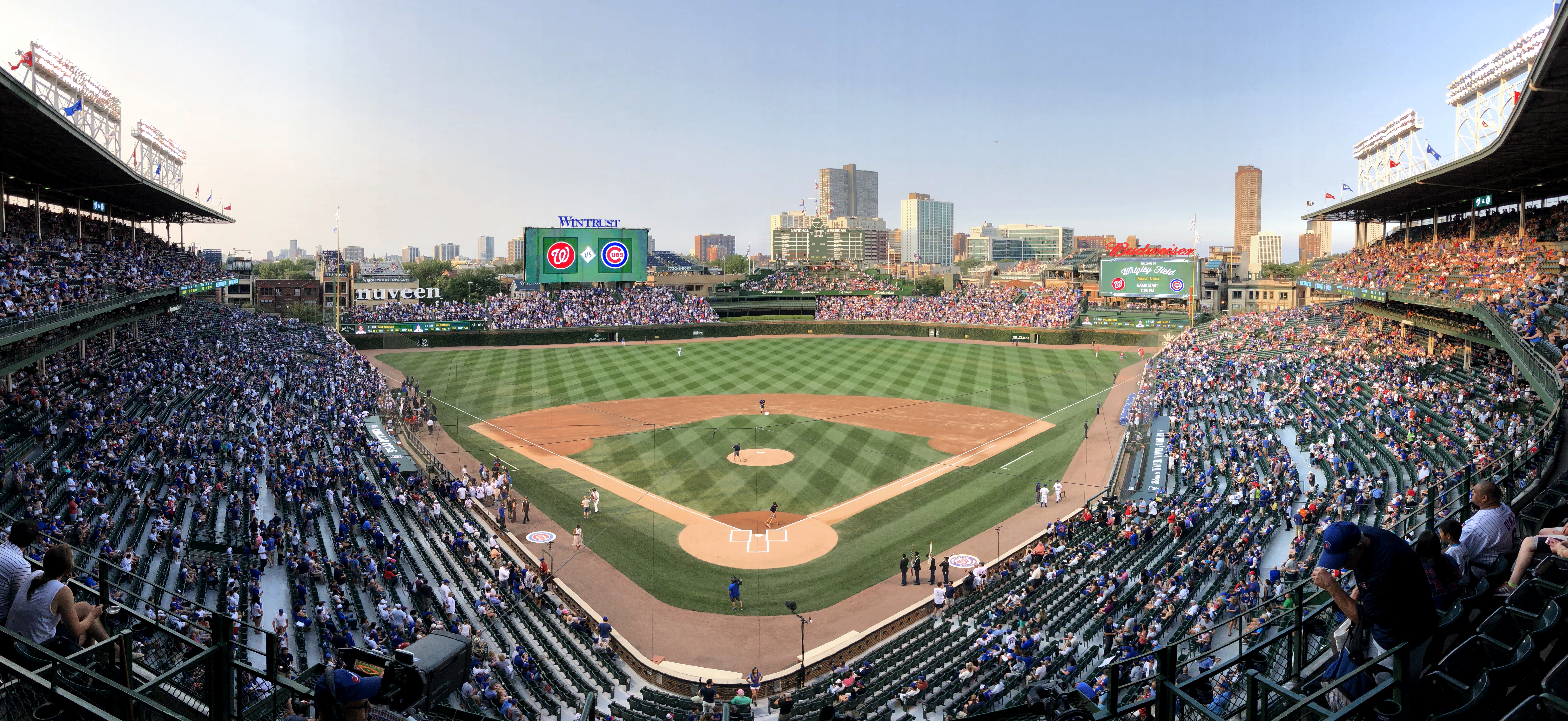
シカゴ・カブスの本拠地、リグレー・フィールド

### ホワイトソックス
ホワイトソックスは常に南側に位置している。ホワイトソックスがこの街に移転した当初、カブスのホームグラウンドは、現在はシカゴのイリノイ大学のウェストキャンパスとなっている街の古い地区にあるウェスト・サイド・パークだった。この場所はシカゴ・ブルズとシカゴ・ブラックホークスの本拠地であるユナイテッド・センターの近くだった。（偶然にも、1890年代初頭の数シーズン、カブスのホームパークは後にソックスの球場となる場所の１ブロック内にあった。 ） 1916年、カブスは西側から北側に移転し、フェデラル・リーグののち使用されていなかったウィーグマン・パーク（後にリグレー・フィールドと改名）を引き継いだ。
新しいコミスキー・パーク（現在のギャランティード・レート・フィールド）が建設されたとき、メディアや野球関係者の多く（カブスとホワイトソックスのファンの両方を含む）は、このパークを「無菌的」と評した。旧パークでは、座席の多くが柱の後ろや外野にあり、窮屈であったにもかかわらず、旧パークにはあった美しさや個性が欠けていると意見があった。一方、それとは対照的に、リグレー・フィールドは汚く、居心地は悪く、一般的には不快であるとされている。いずれにせよ、カブスのファンはクラシックなパークを持っていたのに対し、ホワイトソックスのファンはモダンなパークを持っていたので、これは再びライバル関係の一因となった。ホワイトソックスの元監督のオジー・ギーエンは、リグレーについて「しかし、リグレー・フィールドについてひとつだけ言えることは、行くたびに反吐が出る」と述べ、この対立点をさらに二極化させた。ギャランティード・レート・フィールドは、アッパーデッキや観客席が改善されるなど、何度かの改修工事によって批判の多くは沈黙したが、フィールドの差は、今でも両チームのファンの間のライバル意識の要因となっている。

### カブス
トリビューン・カンパニーはカブスを買収してまもなく、ナイトゲームを開催するよう市に対して要求し始め、主張を受け入れなければリグレー・フィールドを放棄すると迫った。ナイトゲームは1988年にようやく追加されるようになったが、さらに交渉を推し進め、2005年から2006年の冬に、1938年以来初めてとなる球場の観覧席の拡張も行った。
スタジアム周辺の地域にも、ファンの違いが表れている。カブスのスタジアムを取り囲むレイクビュー地区の一部であるリグリービルは、中流階級が暮らす住宅のほか、試合の前後にファンが訪れる多くのレストラン、バー、音楽会場などが軒を連ねている。一方、ホワイトソックスの本拠地のすぐ西にあるブリッジポート地区は、より「ブルーカラー」であるとされている。ブリッジポートにはバーやレストランも所在する。ただし、ホワイトソックスのファンは、ギャランティード・レート・フィールドから数ブロックを徒歩で移動するか、車で行く必要がある。 2011年4月まで、ホワイトソックスはギャランティード・レート・フィールドのゲート5に、ChiSox Bar＆Grillとして知られる新しいバー＆レストランを開店した。 なお、この新しいバーとレストランには、ゲームチケットは持たずとも入店できる。

## テレビ報道
2004年まで、 WGN-TVと今は無きFSNシカゴによるインターリーグゲーム中の中継は「スイッチオフ」形式だった。つまり、カブスのホームゲームの場合はカブスの解説チームが、ソックスのホームゲームではソックスの解説チームが実況解説をするという、お互いのホームゲームを放映するという方式だった。 2005年以降は、WGNとその後新しく設立されたNBC スポーツ・シカゴ（NBCSC）の両局が、それぞれの解説クルーとともに各ネットワークでゲームを同時に放映し、視聴者が相手チーム贔屓の解説なしにゲームを視聴できるようになった。放送局は通常の日は毎日「スイッチオフ」になっている。たとえば、リグレー・フィールドでのシリーズでは、WGNは金曜日の試合をカブスのホームゲームとして扱い、NBCSCは同じ試合をホワイトソックスのアウェイゲームとして扱う。日曜日にWGNがホワイトソックスのアウェイゲームを放送し、NBCSCはカブスのホームゲームを放送する予定となる（他のゲームは2つのチャンネルで交互に放送される）。両方のチームの2019シーズンを最後に、試合ステータスを両局で共有することは終了となり、WGNが両チームのFTA対戦を中継したのが最後となった。その後、NBCSCは常にホワイトソックスのホームとして放映し、カブスはチーム所有のケーブルチャンネルであるマーキー・スポーツ・ネットワークに移った。

## パフォーマンス
1940年代と1950年代のニューヨークでは、しばしば2つか3つのチームが優勝を争ったが、シカゴの2つのチームは、1945年（カブス）と1959年（ソックス）のペナントを除いて、ホワイトソックスが 2005年のワールドシリーズを制し、カブスは2016年のワールドシリーズを制するまでは長い間優勝から遠ざかっていた。長い間、各チームのファンは、自分のチームのパフォーマンスが比較的低いことに不満を感じていつつも、相手チームも同じように低迷していることを慰めにしていた。そのため、ライバル関係はしばしば、自チームの好プレーを喜ぶのと同じように、相手チームの不調を喜ぶような関係であった（ schadenfreude ）。このようなシカゴでのライバル関係はメジャーリーグベースボールの中でも独特なものである。他の著名なライバル関係（ヤンキース対レッドソックス、メッツ対ヤンキース、 A's対ジャイアンツ、ドジャース対ジャイアンツ）は、どちらのチームもかなり定期的にワールドシリーズに出場している。
ファン同士の反目（暴力沙汰に発展することはめったにないが）は、「The Ballad of the South Side Irish（サウスサイドアイリッシュのバラード）」という歌の一節に集約されている。これは、アメリカにおけるスポーツのライバル関係の少なくとも一方がしばしば口にする感情である："野球といえば、私は2つのクラブが好きだ。"ゴーゴー・ホワイトソックス "と......カブスと対戦する相手なら誰でもいい。
コラムニストの故マイク・ロイコ（カブスファン）や、作家の故ネルソン・オルグレン（ソックスのファン）などの熱烈なファンは、相手チームを一刀両断にしている。例えば、ロイコはかつて、ソックスのファンが「態度が悪い」理由は、彼らがコミスキーパークで試合を観戦すると、ユニオンストックヤードの悪臭が鼻孔を満たし、彼らのチームのステータスを思い出させるからだと書いた。なお、このストックヤードは1971年に閉鎖された。
両チームのファンの中には、自チームを応援するのではなく、相手チームを非難するスローガンを描いたシャツや帽子、その他の記念品を販売する小さなショップを営業しているものもいる。タイム誌によれば、2005年のワールドシリーズではカブスファンの36％がホワイトソックスを応援していたとのことである。 ホワイトソックスファンは自チームが勝利した際に、カブス勝利フラッグの伝統を嘲笑うように、青いカブス敗戦フラグを振るが、逆に、カブスファンは自チームが勝利するたびに白い勝利フラッグを振り、ホーム勝利の際にも「ゴー、カブス、ゴー」が流れる。
球団オーナーは当然のことながら、そのようなライバル関係を奨励し（ソックスのオーナーを2度務めたBill Veeckがそのような戦略にたけていた）、それが入場者収入の増加につながることを期待しており、実際、カブス対ソックスのインターリーグ戦ではその期待通りとなっている。
ホワイトソックスの熱心なファンであるバラク・オバマ大統領は、これまで何度かカブスを口撃してきた。ニューヨークヤンキース（元カブスのジョージラルディが監督）が2009年のワールドシリーズ優勝を記念してホワイトハウスを訪れたとき、オバマ大統領は次のように述べた。「最後のタイトルから9年。ヤンキースファンにとっては永遠のような時間だったに違いない。他のチーム、たとえばカブスとかはそれくらい平気だと思うけどね」。 しかし、オバマ大統領は、多くの人々が相手チームを嫌っていることを認識しているが、カブスを嫌っているわけではなくホワイトソックスと対戦していない限り、カブスに勝ってほしいと願っているとも述べている。一方、ミシェル・オバマ大統領夫人は長年にわたるカブスファンであり、カブスの2016年のワールドシリーズ優勝後にバラク・オバマ大統領がカブスの選手たちをホワイトハウスに招待した際、「歴史的な勝利は（カブス嫌いの彼でさえ）信じることができる変化」だとツイートしました。なお、このカブスがホワイトハウスに招待されたのはオバマ大統領の任期が終了する4日前だった。

## 「呪われた」チーム
ほとんどのファンにとって文字通りの意味ではないが、両チームの不運は不幸な出来事から始まったという共通の認識がある。そのため、ファンは自チームに抱く全体的な沈んだ感情に拍車をかけ、他チームの不甲斐ないプレーを楽しむことが容易になっている。なお、両チームは、MLBで最も長い低迷期を経験している。例えばカブスでは1908年から2016年までの108年間、ホワイトソックスは1917年から2005年までの88年間も優勝から遠ざかっていた。
シカゴカブスは、1901年から1945年の間にナショナルリーグチャンピオンシップで10回の優勝を果たし、またそれまでのNLで最高の勝率（3,796勝3,022敗、勝率0.557）を誇っていた。1945年のワールドシリーズでカブスはデトロイトタイガースに対して2対1のリードを保っていたが、1945年10月6日、カブスのファンで地元の居酒屋のオーナーであるビリー・サイアニスはペットのビリー・ヤギを連れていために席に着くことができなかった。地元の伝説によると、彼はカブスが二度とワールドシリーズを制覇できないように呪いをかけたという（カブスは2016年まで優勝できなかった）。カブスは、謝罪のためにビリー・ヤギをスタジアムに連れてくるという冗談めかしたプロモーションを何度も行った。
一部の歴史家による、呪いの起源ははるかに遡るとの主張もある。彼らが1908年のペナントを勝ち取った（彼らの最後のワールドシリーズの勝利につながる）際の卑怯なやり方が「野球の神々」を怒らせたとするものである。標準的ではないかもしれないが、これはフレッド・マークルの呪いとも呼ばれている。それ以来、彼らが参加したすべてのポストシーズンは、ハック・ウィルソンが日光が目に入りフライボールを見失ったことや、ベーブ・ルースのコールドショット、通称「スティーブ・バートマン事件」まで、ある種の災厄があったとされている。1984年に1945年以来の優勝を飾った時、監督のジム・フライはシャンパン浸けのクラブハウスで「猿は俺たちの背中から降りた！」と叫んだという。
また、サンディエゴでの最終試合のパドレスの終盤のラリーで、一塁手レオン・ダーラムのグローブの下をゴロがすり抜けたが、これはやがて2年後にレッドソックスと元カブスの一塁手ビル・バックナーとの間に起きた、似たような、そしてはるかに記憶に残る不気味な事件の前兆だった。また、カブスの「呪い」の派生物である「元カブスファクター」についても触れなければならない。これは、1945シリーズ以降にポストシーズンに到達し、元カブスの選手を３人以上擁するチームは、「カブスの許容量」によって、プレーオフまたはシリーズのいずれかでほぼ間違いなく負ける、というものである。 1960年のパイレーツは2001年まで唯一のこの例外でした。この時は、ダイヤモンドバックスは3人の元カブスのうち2人を起用し、そのうちの1人（ルイスゴンザレス）がシリーズ勝利のRBIを放つという劇的な幕切れでシリーズを制し、その呪いに打ち勝った。
ホワイトソックスは、1901年から1920年までのアメリカンリーグチームの中で最高の勝率（1,638勝1,325敗、勝率0.553）を示誇っていたが、その後は急速にワーストチームのひとつとなった。ホワイトソックスの運命を変えた歴史的な出来事として、1919年のワールドシリーズを取り巻くブラックソックス事件を、挙げる人は多い。これはホワイトソックスの8人の選手が、ワールドシリーズを故意に敗退させようと共謀したもので、選手たちは1920年に野球界から永久追放された。ホワイトソックスは弱体化し、創設から20年間で4つのアメリカンリーグ優勝を果たしたが、20世紀中にはもう一度だけしかリーグ優勝できなかった。このスキャンダルは、フロントオフィスの不適切な取引や、広報活動上の失態が招いたものではなく、選手自身にも要因があったと捉えられてているため、「呪い」という言葉が使われるものではなかった。実際、多くのホワイトソックスファンは「呪い」という表現を不快に思っている。それでも、このフランチャイズには暗い影が差していたようで（予算が少なかったこともあり）、再びリーグ優勝を果たすのはアイゼンハワー政権末期のことだった。 1959年にホワイトソックスがペナントを決めたとき、放送局のジャックブリックハウスは、「40年待ったペナントが今終わった！」と実況を締めくくった。その後 2005年のペナントは次のペナントを46年間待ち続けたことに終止符を打ち、2005年のワールドチャンピオンシップはワールドシリーズ優勝を88年間待ち続けたことに終止符を打った。また、この2005年までは、どちらかのチームが実際にタイトルを獲得し、相手側チームがタイトルを待ち望むという状況になったことを見届けたファンはほとんどいなかったため、ライバル関係を語るうえで明らかに興味深い逸話となった。

## クラブの成功
| チーム                 | ワールドシリーズのタイトル | リーグペナント | 部門タイトル | ワイルドカードバース | プレーオフ出場 | ワールドシリーズの出演 | 史上最高のレギュラーシーズン記録 | 勝率 |
| ---------------------- | -------------------------- | -------------- | ------------ | -------------------- | -------------- | ---------------------- | -------------------------------- | ---- |
| シカゴカブス           | 3                          | 17             | 8            | 3                    | 21             | 11                     | 11,087〜10,521                   | .513 |
| シカゴホワイトソックス | 3                          | 6              | 6            | 1                    | 11             | 5                      | 9,411–9,309                      | .503 |
| 組み合わせる           | 6                          | 23             | 14           | 4                    | 32             | 16                     | 20,498〜19,830                   | .508 |

注：両方のチームが獲得したペナントには、モダンワールドシリーズの前に獲得したペナントが含まれます。</br> 2021年10月4日現在。
|                    | カブスが勝つ | ホワイトソックスが勝つ | カブスは走る | ホワイトソックスは実行されます |
| ------------------ | ------------ | ---------------------- | ------------ | ------------------------------ |
| レギュラーシーズン | 65           | 73                     | 629          | 631                            |
| ワールドシリーズ   | 2            | 3                      | 18           | 22                             |
| 合計               | 67           | 77                     | 647          | 653                            |

2022年5月29日の最新の会議に更新

## シリーズ結果
注：すべてのゲームスコアは、訪問スコアが最初に表示されます。</br>クロスタウンカップの歴史では、シリーズが同点の場合、カップは前シーズンの勝者に授与されます。
| Season            | Season series | Season series | at Chicago Cubs CHW–CHC          | at Chicago White Sox CHC–CHW          | Notes |
| ----------------- | ------------- | ------------- | -------------------------------- | ------------------------------------- | --- |
| 1906 World Series | White Sox     | 4–2           | 2–1; 3–0; 8–6                    | 7–1; 1–0; 3–8                         | Only World Series meeting between the two franchises |
| 1997              | White Sox     | 2–1           | no games                         | 8–3; 3–5; 0–3                         | |
| 1998              | Cubs          | 3–0           | 5–6(12); 6–7; 7–13               | no games                              | |
| 1999              | White Sox     | 4–2           | 5–3(6); 8–2; 6–4                 | 2–3; 10–2; 6–3                        | First year of 6-game home-and-home series White Sox sweep Cubs at Wrigley Field |
| 2000              | Tie           | 3–3           | 4–2(12); 2–9; 6–9                | 5–6(14); 3–4; 6–5                     | |
| 2001              | White Sox     | 4–2           | 1–5; 7–2; 3–1                    | 3–7(10); 4–3(10); 1–3                 | |
| 2002              | Tie           | 3–3           | 4–8; 3–7; 10–7                   | 9–13; 4–5; 9–2                        | |
| 2003              | White Sox     | 4–2           | 12–3; 7–6; 1–2                   | 3–4; 6–7; 5–2                         | |
| 2004              | Cubs          | 4–2           | 2–6; 2–4(6); 1–2                 | 7–4; 3–6; 4–9                         | Cubs sweep White Sox at Wrigley Field |
| 2005              | Tie           | 3–3           | 5–1(10); 5–3; 3–4                | 2–12; 6–2; 2–0                        | White Sox win the 2005 World Series, their first in 88 years |
| 2006              | White Sox     | 4–2           | 6–2; 8–6; 11–15                  | 1–6; 0–7; 7–4                         | A. J. Pierzynski, Michael Barrett incident |
| 2007              | Cubs          | 5–1           | 3–6; 6–11; 10–6                  | 5–1; 2–1; 3–0                         | Cubs sweep White Sox at U.S. Cellular Field |
| 2008              | Tie           | 3–3           | 3–4; 7–11; 1–7                   | 3–10; 5–6; 1–5                        | First time the two teams played as leaders of their respective divisions Both teams won their division Both teams qualified for playoffs for the first time since 1906 Both teams sweep each other at their home ballparks |
| 2009              | White Sox     | 4–2           | 4–1; 5–6; 5–0                    | 5–4; 7–8; 0–6                         | |
| 2010              | White Sox     | 4–2           | 10–5; 2–1; 0–1                   | 0–6; 2–3; 8–6                         | First Crosstown Cup series. Carlos Zambrano tirade Cubs end a White Sox 11-game winning streak |
| 2011              | White Sox     | 4–2           | 6–4; 1–0; 1–3                    | 6–3; 2–3; 3–4                         | |
| 2012              | White Sox     | 4–2           | 3–2; 7–4; 6–0                    | 12–3; 2–1; 0–7                        | White Sox sweep Cubs at Wrigley field |
| 2013              | Cubs          | 4–0           | 3–9; 3–8                         | 7–0; 8–2                              | Series changed to four-game format with two in each ballpark except in years the AL Central plays the NL Central (2015, 2018, etc.) Cubs sweep the season series                                                           |
| 2014              | White Sox     | 3–1           | 3–1(12); 5–1                     | 3–8; 12–5                             | |
| 2015              | Tie           | 3–3           | 1–0; 5–1; 1–3                    | 8–1; 3–1; 1–3                         | White Sox retain the Crosstown Cup |
| 2016              | Tie           | 2–2           | 1–8; 1–3                         | 4–5; 0–3                              | White Sox retain the Crosstown Cup Cubs win the 2016 World Series, their first in 108 years |
| 2017              | Cubs          | 3–1           | 3–1; 2–7                         | 8–3; 6–3                              | |
| 2018              | Cubs          | 4–2           | 2–11; 4–8; 5–3                   | 4–10; 8–3; 6–1                        | |
| 2019              | Tie           | 2–2           | 3–1; 3–7                         | 6–3; 1–3                              | Cubs Retain the Crosstown Cup |
| 2020              | Tie           | 3–3           | 10–1; 7–4; 1–2                   | 10–0; 5–9; 10–8                       | Cubs Retain the Crosstown Cup Both teams qualified for playoffs for the first time since 2008 |
| 2021              | White Sox     | 5–1           | 8–6(10); 4–0; 9–3                | 13–17; 7–0; 1–13                      | White Sox sweep Cubs at Wrigley Field |
| 2022              | White Sox     | 3–1           | 3–1; 4–3                         | 5–1 ; 4–5(12)                         | |
| Regular Season    | White Sox     | 73–65         | at Chicago Cubs White Sox, 37–32 | at Chicago White Sox White Sox, 36–33 | |
| Postseason        | White Sox     | 4–2           | at Chicago Cubs White Sox, 3–0   | at Chicago White Sox Cubs, 2–1        | |
| Overall           | White Sox     | 77–67         | at Chicago Cubs White Sox, 40–32 | at Chicago White Sox White Sox, 37–35 | |